# Universitatea Rusă de Economie Plehanov
Universitatea Rusă de Economie Plehanov (în rusă Российский экономический университет имени Г.В. Плеханова) este o universitate publică din Moscova. Ea a fost fondată în 1907 de către antreprenorul Alexei Vișniakov ca primul institut specializat în comerț și finanțe din Imperiul Rus. În timpul regimului sovietic a devenit o universitate mare, recunoscută la nivel mondial ca una dintre cele mai prestigioase instituții de învățământ financiar.
Universitatea Rusă de Economie Plehanov este clasată în mod constant în topul primelor 10 universități din Moscova și este inclusă în fiecare an inclus în QS World University Rankings, precum și în topul mondial al celor 200 de universități din punct de vedere al ratei de inserție profesională a studenților după absolvire.
În afară de acreditarea sa de către Ministerul Educației, universitatea este acreditată de Association of Chartered Certified Accountants, European Council for Business Education și Association of MBAs. PRUE este membră, de asemenea, a European University Association și European Foundation for Management Development.
PRUE și-a schimbat numele de mai multe ori: Institutul de Comerț din Moscova (1907-1919); Institutul de Economie Națională „Karl Marx” din Moscova (1919-1924); Institutul de Economie Națională „Plehanov” din Moscova (1924-1991); Academia Rusă de Economie „Plehanov” (1992-2010); Plehanov rusă Universitatea Rusă de Economie „Plehanov” (2010-prezent). Recent, Universitatea Plehanov a fuzionat cu Universitatea de Stat de Economie și Comerț a Rusiei și cu Universitatea de Stat de Economie, Statistică și Informatică din Moscova.

## Istoric

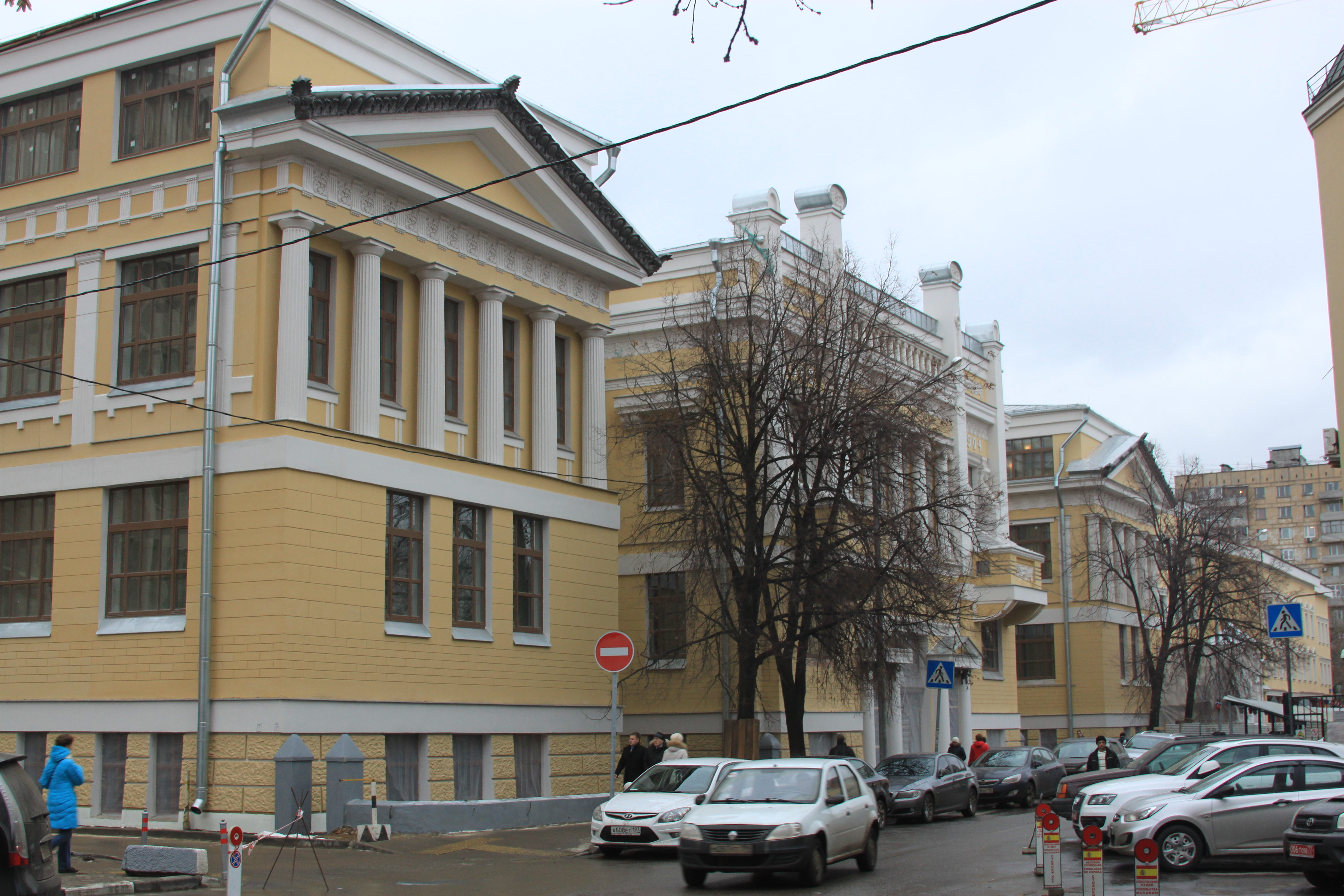
Clădirea universității și Muzeul PRUE de pe strada Stremianîi nr. 28

Institutul de Comerț din Moscova a fost fondat în 1907 în urma donațiilor private ale negustorilor, bancherilor și industriașilor, adunate la inițiativa comerciantului moscovit Alexei Vișniakov. El a fost primul institut din Rusia care a pregătit personal calificat în domeniul afacerilor și al industriilor aflate în curs de dezvoltare rapidă. Înainte de Revoluția din 1917 absolviseră institutul aproximativ 2000 de specialiști. În 1924 el a fost redenumit după teoreticianul marxist Gheorghi Plehanov. În anii 1960, Institutul s-a unit cu Institutul Economic Guvernamental din Moscova și a devenit unul dintre cele mai importante centre de educație științifică din țară. După 1991 institutul a primit  numele său actual. Ultimii ani au fost marcați de creșterea cooperării internaționale, fiind fondată printre altele Africa Business House. În prezent universitatea are mai mult de 80 de parteneri din 52 de țări. Printre absolvenții săi se află mulți politicieni și oameni de afaceri proeminenți precum liderul sovietic Mihail Suslov, liberal-democratul Grigori Iavlinski, Ruslan Hasbulatov, fostul președinte al Sovietului Suprem al RSFSR și mai târziu președinte al Sovietului Suprem al Federației Ruse (1991-1993).

## Facultăți (școli)
Universitatea oferă cursuri de licență de 4 ani , cursuri de masterat de 2 ani și cursuri postuniversitare și de doctorat în diferite domenii academice, precum și multe cursuri finalizate fără acordarea de diplome. Unele cursuri sunt disponibile în limba engleză, dar majoritatea dintre ele sunt predate în limba rusă. Un curs poate fi completat la una dintre școlile universității.

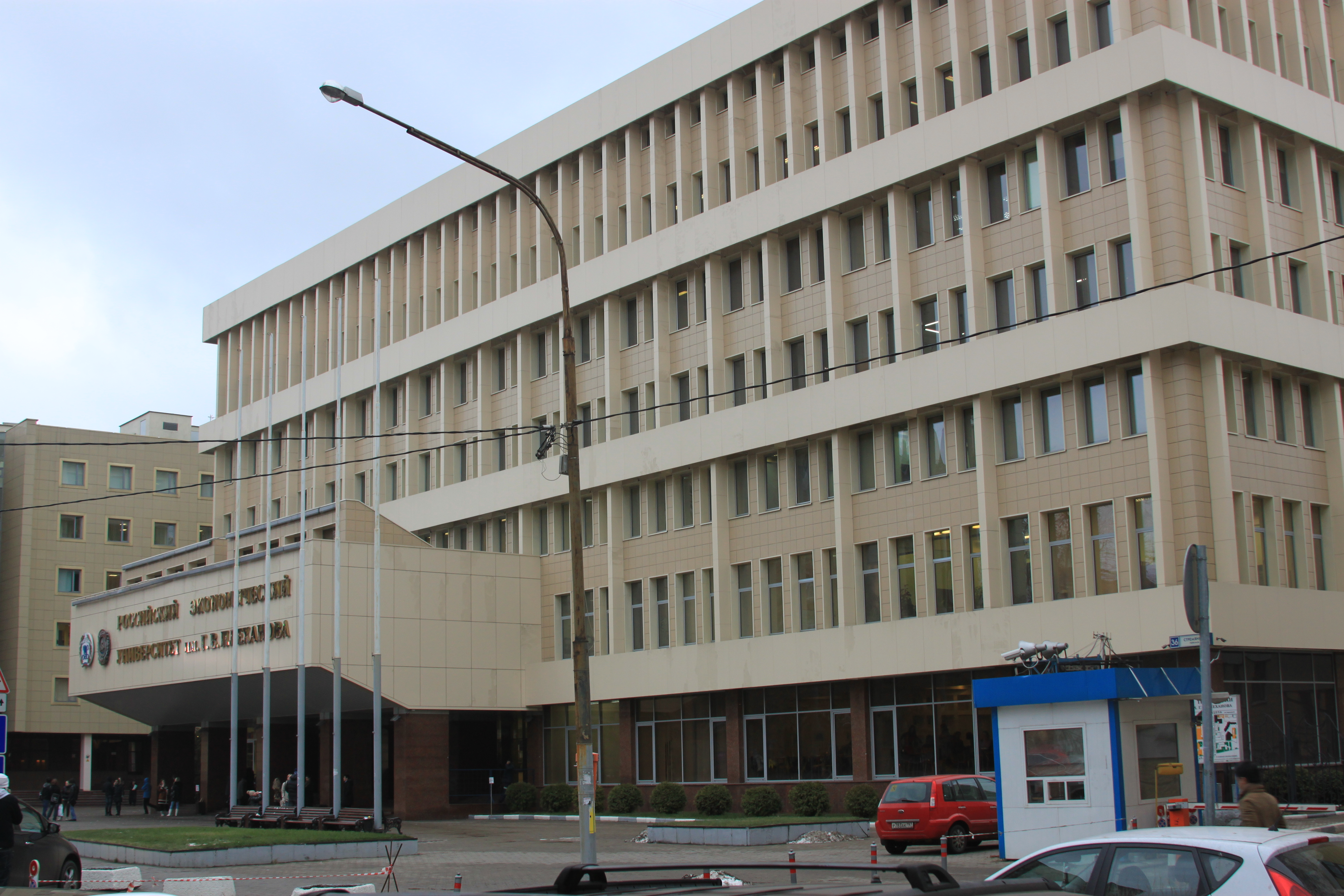
Clădirea 3 a Universității

| - Institutul de Management și Proiecte Socio-Economice - Școala de Afaceri în Marketing și Antreprenoriat - Școala de Afaceri Internaționale și Economie Globală - Școala de Afaceri Plehanov - Facultatea de Turism - Facultatea de Învățământ la Distanță - Facultatea de Educație Profesională Suplimentară | - Facultatea de Marketing - Facultatea de Matematici Economice, Statistică și Tehnologia Informației - Facultatea de Management - Facultatea de Științe Economice și Juridice - Facultatea de Comerț - Facultatea de Educație Online - Facultatea de Finanțe |

## Studii universitare și cercetare
Potrivit ultimului clasament al universităților rusești, bazat pe punctajul mediu obținut la Examinarea de Stat Unificată, Universitatea Plehanov se află printre primele 30 de universități și printre primele 10 instituții specializate în științe sociale.
Universitatea conține 14 facultăți (școli). Două sute șaptezeci și opt de specialiști urmează cursuri de doctorat și 102 cadre universitare și-au finalizat studiile de doctorat. În 1994 au fost demarate mai multe proiecte de cercetare regională și federală: Renașterea și dezvoltarea, Universitățile din Rusia, Păstrarea și dezvoltarea potențialului intelectual al educației superioare din Rusia.
Un interes special prezintă înființarea și acreditarea a două laboratoare dedicate expertizei materiilor prime — produse alimentare și microbiologie. Aceste laboratoare au constituit Centrul de Expertiză și Certificare, acreditat în 1995.
În ultimii cinci ani au fost publicate 33 de cărți de către profesorii Universității Plehanov, precum și 58 de colecții de articole, 279 manuale și 1224 articole. Două sute șaptezeci și opt de comunicări au fost prezentate în aceeași perioadă.
Universitatea Plehanov colaborează cu numeroase universități din întreaga lume. Au fost înființate programe de studii duble, în principal, prin intermediul International Business School, IBS. În prezent, Universitatea Plehanov se află în procesul de realizare a documentației pentru obținerea acreditării EQUIS.

## Mass-media
PRUE are propriul său canal de televiziune numit „Plehanov TV”, disponibil la fiecare televizor din campus, precum și ziarul „Plehanoveț” și revista „Plehanov Studio”. Unele facultăți își publică propriile lor ziare, ca de exemplu revista „FinFAQ” a Facultății de Finanțe. Toate acestea sunt distribuite gratuit în cadrul universității.

## Campus
Universitatea ocupă opt clădiri într-un campus aflat în partea de sud a Moscovei, la o jumătate de oră de mers pe jos de Kremlin. Campusul include clădiri cu scop educațional, dotate fiecare cu săli de clasă, cabinete și laboratoare, precum și un teatru, o piscină și căminele studențești, care se află la numai 5 minute de mers pe jos de celelalte clădiri ale Universității. Biblioteca universității se află în clădirea 6, Biroul Internațional - în clădirea 1. Studenții pot participa, de asemenea, la stagii de practică în restaurant, în laboratorul de analiză a riscului și a activității bursei de valori, toate acestea fiind departamente specializate. Fiecare clădire a universității are acces Wi-Fi gratuit. Campusul este aproape de stațiile de metrou Serpuhovskaia (linia gri) și Pavelețkaia (linia verde).

## Parteneri
PRUE are mai mult de o sută de școli partenere din Europa, Asia și America de Nord.